# Cynisme
« Cynique » redirige ici. Pour l’article homophone, voir Sinik.
Pour les articles homonymes, voir Cynisme (contemporain).
Le cynisme est une attitude face à la vie provenant d'une école philosophique de la Grèce antique, fondée ou du moins inspirée par Antisthène et connue principalement pour les propos et les actions spectaculaires de son disciple le plus célèbre, Diogène de Sinope. Cette école a tenté un renversement des valeurs dominantes du moment, enseignant la désinvolture et l'humilité aux grands et aux puissants de la Grèce antique. Radicalement matérialistes et anticonformistes, les cyniques, et à leur tête Diogène, proposaient une autre pratique de la philosophie et de la vie en général, subversive et jubilatoire. L'école cynique prône la vertu et la sagesse, qualités qu'on ne peut atteindre que par la liberté. Cette liberté, étape nécessaire à un état vertueux et non finalité en soi, se veut radicale face aux conventions communément admises, dans un souci constant de se rapprocher de la nature. Le cynisme a profondément influencé le développement du stoïcisme par Zénon de Kition et ses successeurs à partir de 301 av. J.-C.

## Histoire

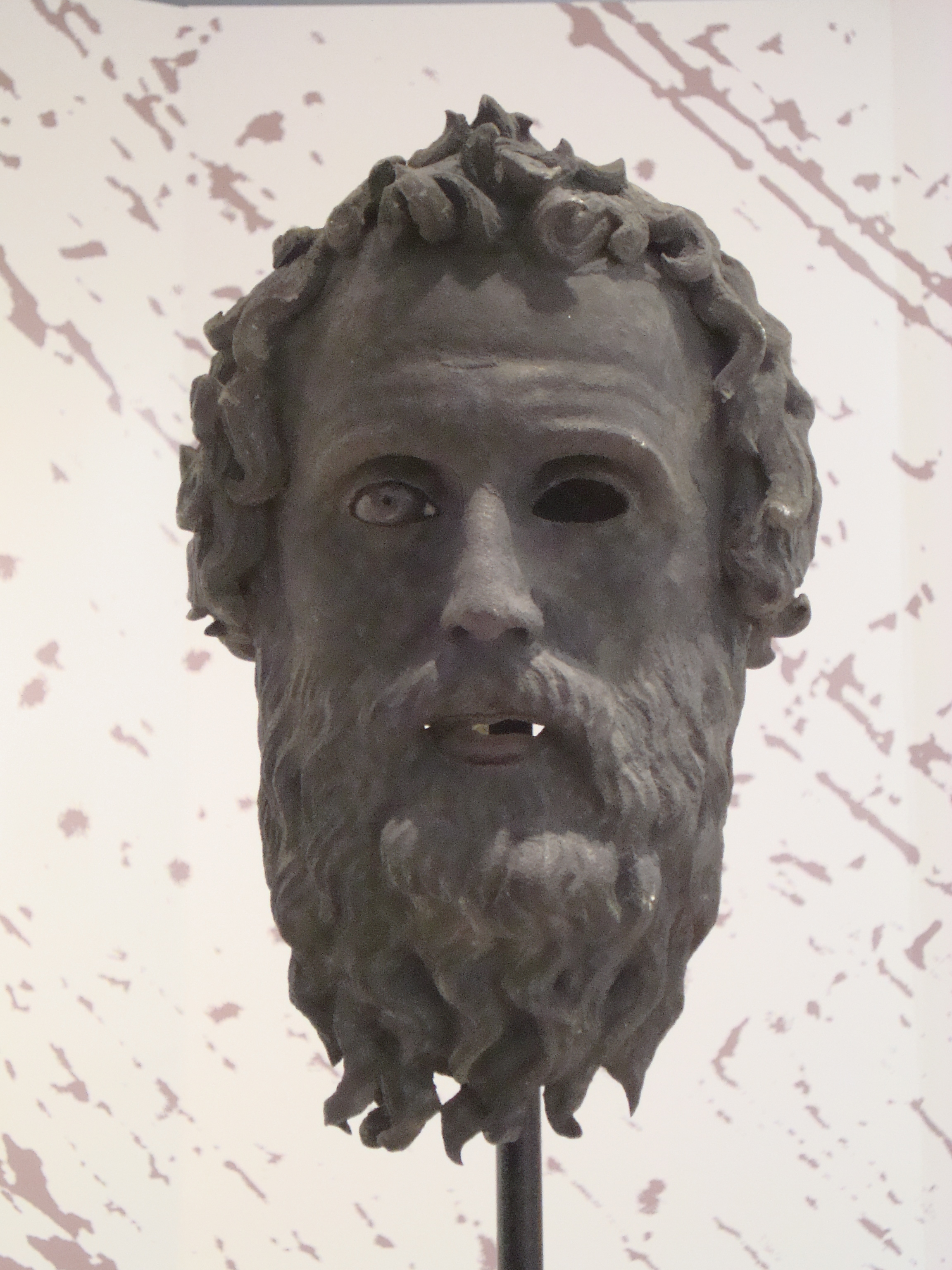
Antisthène, fondateur de l'école cynique

Le terme « cynisme » provient du grec ancien κύων / kúōn, « chien », en référence à l'attitude d'Antisthène, inspirateur du cynisme, puis de celle de Diogène de Sinope, généralement considéré comme le premier véritable cynique ; Diogène de Sinope souhaitait être enterré « comme un chien ». Selon d'autres sources ce dernier « faisait ses discours dans un gymnase appelé Cynosarge, tout près des portes de la ville ». Le mouvement cynique, inscrit dans la société antique, se présente avant tout comme un modèle de contestation. Les cyniques n'hésitaient pas à manger, comme le faisaient les mendiants, les offrandes déposées par piété aux carrefours, comme celles d'Hécate. Le héros et modèle des philosophes cyniques est Héraclès, car c'est un héros ne se laissant influencer par personne, libre et sans attachement particulier. Le cynisme utilise ainsi beaucoup d'images et de modèles, dans le but de toucher toutes les classes de la population, sans se focaliser sur les élites intellectuelles.
Platon définissait Diogène de Sinope comme un Socrate devenu fou, dont le but est de subvertir tout conformisme, tout modèle moral. Sa philosophie se traduit par des actes volontairement provocateurs, transgressant les fondements de la culture au point d'uriner et aboyer comme un chien ou de se masturber en public ; il n'hésitait pas à mendier, ne respectant aucune opinion admise et provoquant même les puissants. Cette école philosophique, peu appréciée de la tradition scolastique, académique et moderne, est surtout connue, par l'intermédiaire de Diogène Laërce, pour les anecdotes instructives décrivant, notamment, la manière de philosopher de Diogène de Sinope. Platon ayant défini l'homme comme un animal bipède sans plume, et l'auditoire l'ayant approuvé, Diogène déclara à l'assistance en tenant un coq plumé au bout d'une laisse : « Voilà l'homme selon Platon. » À la suite de cet incident, Platon aurait ajouté à sa définition que l'homme avait « des ongles plats ».
Loin de s'encombrer de discours théoriques abstraits et pédants, Diogène et ses disciples pratiquaient une philosophie « concrète », particulièrement inconciliable avec l'idéalisme platonicien, inutile et bien trop loin de la vérité « matérielle » du monde pour être pris au sérieux. L'école cynique a été vivace durant toute l'Antiquité, de la Grèce jusqu'à Rome. Elle influença considérablement la morale stoïcienne qui développa à sa suite les notions de vie selon la nature, de l'indépendance du sage et de cosmopolitisme. Zénon de Cition, fondateur du stoïcisme fut un disciple du cynique Cratès de Thèbes.

## Principaux thèmes

### L'autosuffisance
Au centre de la philosophie cynique se trouve l'idée d'autosuffisance. Le sage est celui qui est capable de se contenter du minimum, de manière à ne souffrir d'aucun manque et de pouvoir facilement faire face aux situations les plus difficiles.
Le sage cynique choisit donc de vivre dans l'abstinence, la frugalité. Il ne recherche aucune richesse, ni honneur, ni célébrité, ni privilège. Il n'a pas de maison, il se contente des nourritures les plus simples et refuse tout ce qui ne lui semble pas nécessaire.
Il se pare ainsi d'une simple besace et d'un unique manteau pour l'hiver et l'été. Il dort dans les temples. Il mendie sa pitance. Il est donc un pauvre absolu volontaire.

### La voie la plus courte vers la vertu
Face aux écoles philosophiques dispensant un apprentissage long et technique, le cynisme se présente comme « la voie la plus courte vers la vertu ». Pour les cyniques, le simple fait de survivre dans le dénuement suffit à devenir sage. Il n'y a pas de savoir technique supplémentaire nécessaire.
« Un homme lui amena un jour son enfant, et le présenta comme très intelligent et d'excellentes mœurs. « Il n'a donc pas besoin de moi », répondit-il ».
Les philosophes de l'école cynique se refuseront toujours aux grands discours, préférant les maximes sibyllines et ironiques, l'efficacité du quotidien, la preuve par le fait et non par la parole. En d’autres termes, la vérité éthique, démontrée par l'expérience et non les vérités théoriques résultant de systèmes complexes.
La philosophie cynique a pour but une « sagesse », une éthique de vie. Selon Antisthène, aucun discours n'a de valeur, aucune étude ni savoir. Cependant il soutient, à la suite de Socrate, que la vertu s'enseigne. Seules comptent la sagesse et la vertu, double finalité de la philosophie cynique. Une fois cette vertu atteinte, le philosophe peut se considérer comme "libre", car vivant dans l’atuphia, l’« absence de vanité » et l'ataraxie.

### Nature, universalité et cosmopolitisme
Le mode de vie à suivre pour le cynique est celui du chien. Le chien mord, urine sur n'importe qui et copule n'importe où. La société est perçue comme corruptrice et changeante, tandis que la nature est vertueuse et universelle. Diogène se revendique ainsi cosmopolite, c'est-à-dire citoyen du monde. Son souci est de vivre selon des règles de vertu universelles.
Les armes du cynique sont la transgression, l'ironie et le quotidien de façon plus générale. En transgressant tous les interdits, le cynique prétend démontrer qu'aucune des règles sociales n'est essentielle et que seule compte l'éthique naturelle, universelle : la vertu.

## Liste des cyniques
Cette liste dresse par ordre chronologique puis alphabétique les noms des philosophes cyniques de l'Antiquité « dont l’existence historique est attestée », d'après l'ouvrage de M.-O. Goulet-Cazé, L'Ascèse cynique. Néanmoins tous n'ont pas eu la même importance, certains n'étant connus que parce qu'ils sont cités dans des fragments ou parce qu'ils ont laissé leur nom sur un tombeau.

### Vesiècleav. J.-C.
- Antisthène (445 av. J.-C. - 360 av. J.-C.)

### IVesiècleav. J.-C.
- Anaximène de Lampsaque, IVe siècle av. J.-C.
- Androsthène d'Égine, IVe siècle av. J.-C.
- Bion de Borysthène (335 av. J.-C. - 245 av. J.-C.),
- Cléomène (en), IVe-IIIe siècle av. J.-C.
- Cratès de Thèbes (360 av. J.-C. - 280 av. J.-C.)
- Diogène de Sinope (413 av. J.-C. - 327 av. J.-C.)
- Échéclès d'Éphèse, IVe-IIIe siècle av. J.-C.
- Hégésias de Sinope, contemporain de Diogène
- Hipparchia (IVe- -336)
- Ménandre, contemporain de Diogène
- Monime de Syracuse, IVe siècle av. J.-C.
- Onésicrite IVe siècle av. J.-C.
- Pasiclès de Thèbes, frère de Cratès, maître de Stilpon
- Philiscos d'Égine, IVe siècle av. J.-C.
- Phocion, IVe siècle av. J.-C.
- Stilpon de Mégare (360 av. J.-C. - 280 av. J.-C.),
- Théombrote, IVe-IIIe siècle av. J.-C.
- Thrasylle, IVe siècle av. J.-C.
- Xéniade, IVe siècle av. J.-C.

### IIIesiècleav. J.-C.
- Démétrios d'Alexandrie (300 av. J.-C.)
- Bétion, IIIe siècle av. J.-C.
- Cercidas de Mégalopolis (290 av. J.-C. - 217 av. J.-C.)
- Ménédème de Lampsaque, IIIe siècle av. J.-C.
- Ménippe de Sinope, première moitié du IIIe siècle av. J.-C.
- Métroclès de Maronée, IIIe siècle av. J.-C.
- Sotadès de Maronée, IIIe siècle av. J.-C.
- Télès, milieu du IIIe siècle av. J.-C.

### Premier siècleav. J.-C.
- Varron Marcus Terentius (116-27)
- Avidénius, Ier siècle av. J.-C.
- Favonius, Ier siècle av. J.-C.
- Méléagre de Gadara, (135 av. J.-C. - 50 av. J.-C.)

### Premier siècleapr. J.-C.
- Carnéade, Ier siècle apr. J.-C.
- Démétrios de Corinthe, Ier siècle apr. J.-C., ami de Sénèque
- Didyme, Ier siècle apr. J.-C.
- Diogène le sophiste, Ier siècle apr. J.-C.
- Dion de Pruse (40-112)
- Héras, contemporain de Titus et Bérénice
- Hermodote, Ier siècle apr. J.-C.
- Isidore, Ier siècle apr. J.-C.
- Ménestratos, Ier siècle apr. J.-C.
- Ménippe de Lycie, Ier siècle apr. J.-C.
- Musonius Rufus, Ier siècle apr. J.-C.,

### IIesiècleapr. J.-C.
- Agathobule, IIe siècle apr. J.-C.
- Cantharos de Sinope, IIe siècle apr. J.-C.
- Crescens, IIe siècle apr. J.-C.
- Démétrios de Soumion, IIe siècle apr. J.-C.
- Démonax de Chypre (70-170)
- Honoratus, IIe siècle apr. J.-C.
- Œnomaos de Gadara, IIe siècle apr. J.-C.
- Pérégrinus, (100-165)
- Secundos le Silencieux, début du IIe siècle apr. J.-C.

### IIIesiècleapr. J.-C.
- Antiochos de Cilicie, 215 apr. J.-C.
- Timarque d'Alexandrie, deuxième moitié du IIIe siècle apr. J.-C.

### IVesiècleapr. J.-C.
- Asclépiade, contemporain de l'empereur Julien, deuxième moitié du IVe siècle apr. J.-C.,
- Chytron, contemporain de l'empereur Julien, deuxième moitié du IVe siècle apr. J.-C.
- Cléomène de Constantinople, IVe siècle apr. J.-C.
- Héracléios, contemporain de Julien
- Horus, IVe siècle apr. J.-C.
- Iphiclès d'Épire, contemporain de l'empereur Julien
- Maxime Héron d’Alexandrie, IVe siècle apr. J.-C.
- Sérénianus, contemporain de l'empereur Julien
- Bésas, IVe siècle apr. J.-C.

### Vesiècleapr. J.-C.
- Saloustios d'Émèse, Ve siècle apr. J.-C.

## Sens contemporain
Au sens contemporain, le cynisme est une attitude ou un état d'esprit caractérisé par une faible confiance dans les motifs ou les justifications apparentes d'autrui, ou un manque de foi ou d'espoir dans l'humanité. Il est parfois considéré comme une forme de lassitude fatiguée, mais aussi comme un mode de critique ou de scepticisme pessimiste-réaliste. À ce titre, le cynisme est parfois confondu avec une attitude ou pensée sarcastique.

### Études sur le cynisme antique
(par ordre alphabétique)
- A. Brancacci, Antisthène : le discours propre, coll. « Tradition de la pensée classique », Paris, Vrin, 2005 [trad. d'un ouvrage paru en italien sous le titre Oikeios logos : la filosofia del linguaggio di Antistene, coll. « Elenchos », Napoli, Bibliopolis, 1990].
- André Comte-Sponville, Valeur et vérité : études cyniques, coll. « Perspectives critiques », Paris, PUF, 1995.
- D. Deleule et G. Rombi (trad.), Les cyniques grecs : lettres de Diogène et Cratès, coll. « Babel », Arles, Actes sud, 1998.
- Diogène Laërce, Vies et doctrines des philosophes illustres, trad. sous la dir. de M.-O. Goulet-Cazé, coll. « La pochothèque », Paris, Librairie générale française, 1999 [le livre VI est consacré aux cyniques].
- J. Fontanille, « Le cynisme : du sensible au risible », in Humoresques, « L'humour européen », Université de Paris VII, 1993.
- P. P. Fuentes González, Les diatribes de Télès, préf. de M.-O. Goulet-Cazé, coll. « Histoire des doctrines de l'Antiquité classique », Paris, Vrin, 1998 [comprend une trad. en français et en espagnol et un copieux commentaire en français des fragments conservés].
- G. Giannantoni (éd.), Socratis et Socraticorum reliquiae, coll. Elenchos, Napoli, Bibliopolis, 1990, 4 vol. [texte des auteurs cyniques (en grec ou latin) au t. II, p. 135-589 ; commentaire en italien au t. IV, p. 195-583 (notes 21-55)].
- R. Goulet (dir.), Dictionnaire des philosophes antiques, Paris, CNRS Éditions, 1989- [les notices concernant les cyniques sont dues par la plupart à M.-O. Goulet-Cazé. À noter aux p. 917-996 du t. II (1994) l'annexe très documentée de Marie-Françoise Billot : Le Cynosarges : histoire, mythes et archéologie].
- M.-O. Goulet-Cazé, L'ascèse cynique : un commentaire de Diogène Laërce VI 70-71, coll. « Histoire des doctrines de l'Antiquité classique », Paris, Vrin, 1986 [réimprimé avec corrections et compléments en 2001].
- M.-O. Goulet-Cazé et R. Goulet (éd.), Le cynisme ancien et ses prolongements : actes du colloque international du CNRS, Paris, 22-25 juillet 1991, Paris, PUF, 1993.
- M.-O. Goulet-Cazé, Les kynika du stoïcisme, coll. « Hermes-Einzelschriften », Stuttgart, Steiner, 2003.
- M.-O.Goulet-Cazé , Cynisme et christianisme dans l'Antiquité, coll. Textes et traditions, Vrin, 2014 [version développée et mise à jour de l'article Kynismos publié par l'auteur dans le Reallexikon für Antike und Christentum, Stuttgart, Hiersemann, t. XXII, 2008, col. 631-687].
- I. Gugliermina, Diogène Laërce et le cynisme, coll. « Philosophie ancienne », Lille, Presses universitaires du Septentrion, 2006.
- H. Lethierry (dir.), Diogène, nom d'un chien !, revue Délits d'encre no 3, 2013, 2e ed. 2016 , Saint-Jean-des-Mauvrets, Éditions du Petit Pavé.
- Michel Onfray, Cynismes : portrait du philosophe en chien, coll. « Figures », Paris, Grasset, 1990.
- L. Paquet (éd.), Les cyniques grecs : fragments et témoignages, nouvelle éd. revue, corrigée et augmentée, coll. « Philosophica », Ottawa, Presses de l'Université d'Ottawa, 1988 [1re éd. en 1975. Réédité en format de poche avec une préf. de M.-O. Goulet-Cazé dans la coll. « Classiques de la philosophie », Paris, Librairie générale de France, 1992].
- R. Pietra, Les femmes philosophes de l'Antiquité gréco-romaine, coll. « Ouverture philosophique », Paris, L'Harmattan, 1997.
- Olivier Verdun, « Cyniques grecs », La République des lettres, 30 mars 2008.

### Évolutions et influences du cynisme
- Jacques Bouveresse, Rationalité et cynisme, coll. « Critique », Paris, Éditions de Minuit, 1985.
- Esteban Capusa, Chômologie portative ou Dictionnaire du cynisme social, Le Kremlin-Bicêtre, Les Points sur les i, 2005.
- Michèle Clément, Le cynisme à la Renaissance : d'Érasme à Montaigne, coll. « Cahiers d'Humanisme et Renaissance » Genève, Droz, 2005 [en appendice : Les Epistres de Diogenes, philosophe cynicque, éd. française de 1546, traduit du grec en françoys par Loys du Puys].
- Édouard Delruelle, Métamorphose du sujet : l'éthique philosophique de Socrate à Foucault, coll. « Le Point philosophique », Bruxelles, De Boeck, 2004.
- André Gide, Les Faux-monnayeurs, Paris, Gallimard, 1925.
- Vladimir Jankélévitch, L'ironie, coll. « Nouvelle bibliothèque scientifique », Paris, Flammarion, 1964 [avait d'abord paru en 1950 dans la coll. « Bibliothèque de philosophie contemporaine » des PUF sous le titre L'ironie ou La bonne conscience ; il s'agissait de la refonte d'un ouvrage publié en 1936].
- Vladimir Jankélévitch, Traité des vertus. 1, Le sérieux de l'intention, nouvelle éd. entièrement remaniée et considérablement augmentée, coll. « Études supérieures », Paris, Bordas-Mouton, 1968 [1re éd. : 1949. Réimpression : coll. « Champs », Flammarion, 1983].
- Jean-Paul Jouary et Arnaud Spire, Servitudes et grandeurs du cynisme : de l'impossibilité des principes et de l'impossibilité de s'en passer, coll. « Chantiers », Saint-Laurent (Québec], Fides & Paris, Desclée de Brouwer, 1997.
- Michèle Le Dœuff, L'étude et le rouet. 1, Des femmes, de la philosophie, etc., Paris, Le Seuil, 1989 [nouvelle éd. en 2008. Le tome)) II n'a pas paru].
- Jean-François Louette, Chiens de plume : du cynisme dans la littérature française du XXe siècle, coll. « Langages », Chêne-Bourg, La Baconnière, 2011.
- Peter Sloterdijk, Critique de la raison cynique, trad. par H. Hildenbrand, Paris, Bourgois, 1987 [original allemand : Zur Kritik der zynischen Vernunft, Frankfurt am Main, Suhrkamp, 1983].